# 飯塚延幸
飯塚 延幸（いいづか のぶゆき、1948年（昭和23年）5月10日 - ）は、日本の実業家。三菱地所副社長、東京交通会館社長等を務めた。

## 人物・経歴
1971年神戸大学経済学部卒業、三菱地所入社。
1987年建築業務部長。2001年取締役兼三菱地所設計常務取締役に昇格。2003年執行役員兼三菱地所設計専務取締役。2004年常務執行役員企画管理本部副本部長。2005年から代表取締役副社長執行役員を務め、リーマン・ショック後の景気後退への対応などにあたった。
2013年三菱地所顧問。同年東京交通会館代表取締役社長。2014年岡村製作所取締役。この間、三菱地所レジデンス取締役、三菱地所コミュニティ取締役、国土交通省中央建設業審議会委員等も務めた。